# アムチュール

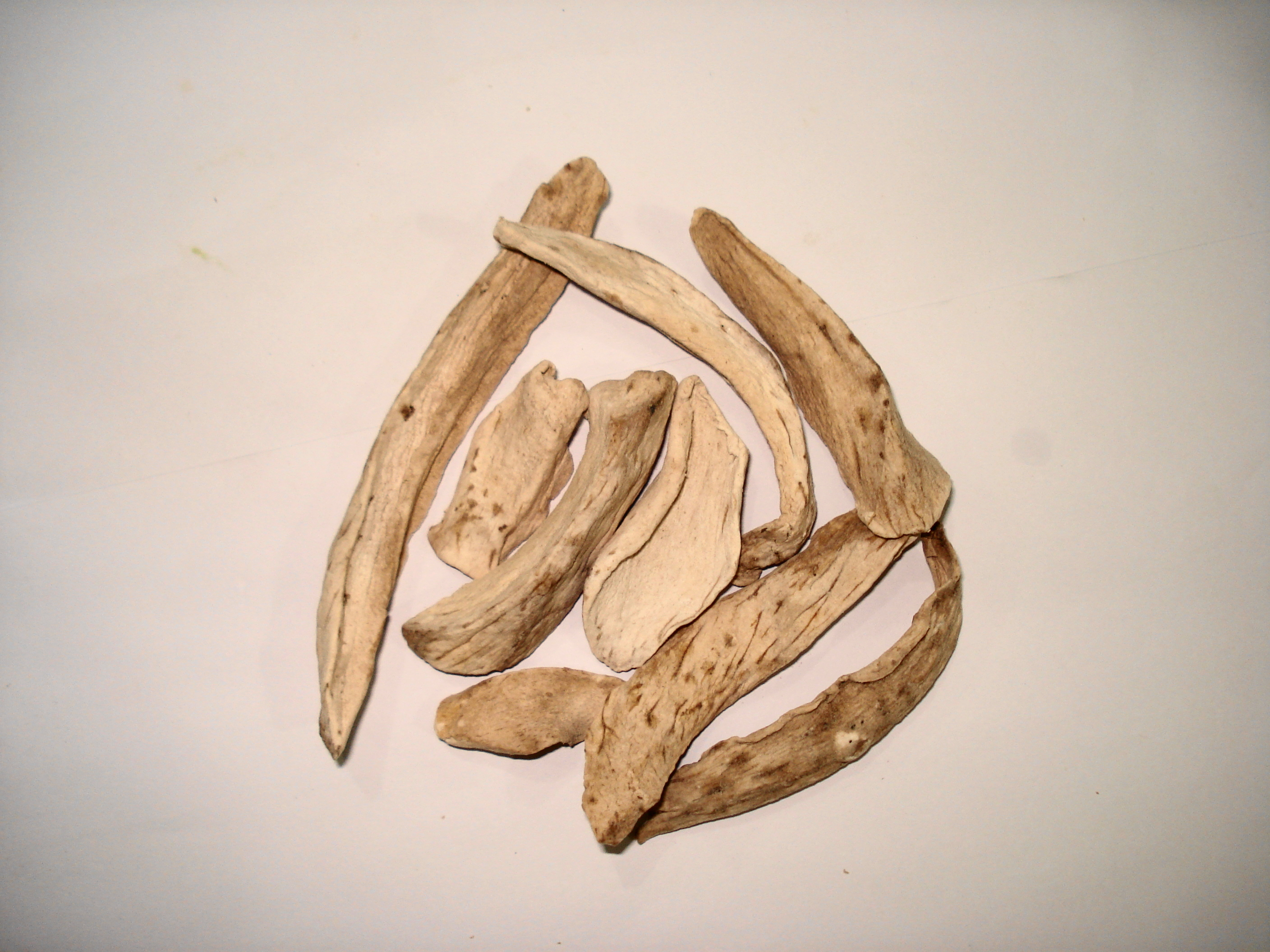
乾燥したマンゴー

アムチュール(Amchoor)またはマンゴーパウダー(mango powder)は、乾燥した未成熟の緑色のマンゴーから作るフルーティーなスパイス粉末である。大部分はインドで生産され、柑橘系の風味を付ける調味料として用いられる。また、生の果実が入手できないオフシーズンにマンゴーの栄養価を得ることもできる。

## 作り方
アムチュールを作るためには、まだ緑色で未成熟な早いシーズンのマンゴーを収穫する。収穫後に皮を剥き、薄くスライスして、天日干しにして乾燥させる。樹皮に似た明るい茶色に変色したものが市販されており、各家庭で挽いて用いることもあるが、予め粉末状に加工したものも販売されている。

## 利用
蜂蜜に似た香りと酸っぱいフルーティーな風味を持ち、色は明るいベージュから茶色である。野菜炒めやスープ、カレー等の酸味を付けたい料理に用いられたり、食肉や家禽を柔らかくするのにも用いられる。また、水分を入れずに果実の風味を加えたり、酸味料として用いられる。
アムチュールは、インド料理で用いられる主要な香料である。サモサやパコラの具材やシチュー、スープ、フルーツサラダ、ペイストリー、カレー、チャツネ、ピクルス、ダール等の風味付けに用いられる。酵素軟化剤として食肉や家禽のマリネ液に加えたり、チャツネやピクルスに酸味を与える。インドのミックススパイスであるチャットマサラの主原料でもある。